# 농촌으로가는길
농촌으로가는길은 귀촌희망자에 대한 교육 및 정보제공, 귀촌자와 함께 지역사회 발전을 위한 공익적 일자리 창출 및 농촌지역의 인구증가를 위한 방법, 정책제시, 수행 목적으로 2008년 5월 16일 설립된 대한민국 농림축산식품부 소관의 사단법인이다. 사무실은 전라북도 진안군 진안읍 군상리 243번지, 한방약초센터 1층 23호에 있다.

## 주요 사업
- 귀촌 희망자에 대한 농촌정착 교육
- 농촌 사회형 일자리 발굴 및 모니터링 조사연구
- 귀농, 귀촌인과 주민 한마당 프로그램 운영
- 도시민 대상 귀농·귀촌 설명회 개최